# MØ
Karen Marie Aagaard Ørsted (n. 13 august 1988), cunoscută sub numele de scenă MØ, este o cântăreață și textieră daneză, asociată în prezent cu casa de discuri Sony Music. Născută în satul Ubberud de pe insula Funen, MØ a fost deseori comparată cu artiști electropop precum Grimes sau Twin Shadow. În daneză, cuvântul mø (asociere a inițialelor numelui mijlociu și celui de familie) înseamnă „fată” sau „fecioară”. Albumul ei de debut, No Mythologies to Follow, a fost lansat în martie 2014.
MØ a colaborat cu rapperul australian Iggy Azalea pentru single-ul din 2014 „Beg for It”, care a ajuns până pe locul 27 în Billboard Hot 100, prima intrare a lui MØ în binecunoscutul top american. Anul următor, MØ a apărut în single-ul „Lean On” al celor de la Major Lazer și al lui DJ Snake. Piesa a devenit aproape instant un hit și i-a adus recunoaștere internațională lui MØ, clasându-se pe primul loc în topurile muzicale din nu mai puțin de 20 de țări.

## Discografie

### Single-uri

#### Ca artist principal
| Titlu                           | An   | Poziție | Poziție | Poziție  | Poziție | Poziție | Poziție | Poziție | Poziție | Poziție | Poziție | Poziție | Certificări | Album                    |
| Titlu                           | An   | DEN     | AUS     | BEL (FL) | CAN     | FRA     | GER     | ITA     | NOR     | NZ      | SWE     | UK      | Certificări | Album                    |
| ------------------------------- | ---- | ------- | ------- | -------- | ------- | ------- | ------- | ------- | ------- | ------- | ------- | ------- | --- | ------------------------ |
| „Glass”                         | 2013 | —       | —       | —        | —       | —       | —       | —       | —       | —       | —       | —       | | No Mythologies to Follow |
| „Pilgrim”                       | 2013 | 11      | —       | —        | —       | —       | —       | —       | —       | —       | —       | —       | - IFPI Denmark: platină | No Mythologies to Follow |
| „Waste of Time”                 | 2013 | —       | —       | —        | —       | —       | —       | —       | —       | —       | —       | —       | | No Mythologies to Follow |
| „XXX 88” (feat. Diplo)          | 2013 | —       | —       | —        | —       | —       | —       | —       | —       | —       | —       | —       | | No Mythologies to Follow |
| „Don't Wanna Dance”             | 2014 | 25      | —       | —        | —       | —       | —       | —       | —       | —       | —       | —       | - IFPI Denmark: aur | No Mythologies to Follow |
| „Say You'll Be There”           | 2014 | —       | —       | —        | —       | —       | —       | —       | —       | —       | —       | 170     | | No Mythologies to Follow |
| „Walk This Way”                 | 2014 | 33      | —       | —        | —       | —       | —       | —       | —       | —       | —       | —       | | No Mythologies to Follow |
| „Kamikaze”                      | 2015 | 16      | 91      | 30       | —       | —       | —       | —       | —       | —       | —       | 183     | - IFPI Denmark: platină | Va fi anunțat            |
| „Final Song”                    | 2016 | 4       | 12      | 37       | 64      | 131     | 16      | 38      | 9       | 20      | 42      | 14      | - IFPI Denmark: 2 × platină - ARIA: 2 × platină - SNEP: aur - BVMI: aur - FIMI: platină - RMNZ: aur - GLF: platină - BPI: aur - RIAA: aur | Va fi anunțat            |
| „Drum”                          | 2016 | 21      | —       | —        | —       | —       | —       | —       | —       | —       | —       | 119     | | Va fi anunțat            |
| „Don't Leave” (feat. Snakehips) | 2017 | 11      | 11      | 1        | 52      | 139     | 84      | 80      | 20      | 16      | 78      | 27      | - IFPI Denmark: aur - ARIA: 2 × platină - RMNZ: aur - BPI: argint                                                                         | Va fi anunțat            |
| „Nights with You”               | 2017 | 21      | 73      | —        | —       | —       | —       | —       | —       | —       | 97      | —       | | Va fi anunțat            |

#### Ca artist secundar
| Titlu                                                  | An   | Poziție | Poziție | Poziție  | Poziție | Poziție | Poziție | Poziție | Poziție | Poziție | Poziție | Poziție | Certificări | Album                |
| Titlu                                                  | An   | DEN     | AUS     | BEL (FL) | CAN     | FRA     | GER     | IRE     | NZ      | SWE     | UK      | US      | Certificări | Album                |
| ------------------------------------------------------ | ---- | ------- | ------- | -------- | ------- | ------- | ------- | ------- | ------- | ------- | ------- | ------- | --- | -------------------- |
| „One More” (Elliphant feat. MØ)                        | 2014 | —       | —       | —        | —       | —       | —       | —       | —       | —       | —       | —       | | Living Life Golden   |
| „Beg for It” (Iggy Azalea feat. MØ)                    | 2014 | —       | 29      | 9        | 44      | —       | —       | —       | —       | —       | 111     | 27      | - RIAA: platină | Reclassified         |
| „Lean On” (Major Lazer & DJ Snake feat. MØ)            | 2015 | 1       | 1       | 2        | 3       | 2       | 4       | 1       | 1       | 2       | 2       | 4       | - IFPI Denmark: platină - ARIA: 6 × platină - BEA: 2 × platină - BVMI: 2 × platină - RMNZ: 4 × platină - GLF: 6 × platină - BPI: 2 × platină - RIAA: 4 × platină              | Peace Is the Mission |
| „Lost” (Major Lazer feat. MØ)                          | 2015 | —       | —       | —        | —       | —       | —       | —       | —       | —       | —       | —       | | Peace Is the Mission |
| „Cold Water” (Major Lazer feat. Justin Bieber & MØ)    | 2016 | 2       | 1       | 4        | 1       | 2       | 2       | 1       | 1       | 1       | 1       | 2       | - IFPI Denmark: platină - ARIA: 4 × platină - BEA: aur - Music Canada: 3 × platină - SNEP: platină - BVMI: platină - RMNZ: 2 × platină - BPI: 2 × platină - RIAA: 3 × platină | Music Is the Weapon  |
| „9 (After Coachella)” (Cashmere Cat feat. MØ & SOPHIE) | 2017 | —       | —       | —        | —       | —       | —       | —       | —       | —       | —       | —       | | 9                    |

## Premii și nominalizări
| An   | Premii                  | Categorie                           | Lucrare                                                 | Rezultat     |
| ---- | ----------------------- | ----------------------------------- | ------------------------------------------------------- | ------------ |
| 2015 | Premiile EBBA           | Cel mai bun artist nou              |                                                         | Câștigat     |
| 2015 | MTV Europe Music Awards | Cel mai bun cântec                  | „Lean On” (împărțit cu Major Lazer și DJ Snake)         | Nominalizare |
| 2016 | Premiile Billboard      | Cel mai bun cântec dance/electronic | „Lean On” (împărțit cu Major Lazer și DJ Snake)         | Câștigat     |
| 2016 | MTV Europe Music Awards | Cel mai bun artist danez            |                                                         | Nominalizare |
| 2016 | MTV Video Music Awards  | Cântecul verii                      | „Cold Water” (împărțit cu Major Lazer și Justin Bieber) | Nominalizare |